# Острошицкий сельсовет
Остроши́цкий сельсовет — административная единица на территории Логойского района Минской области Республики Беларусь.
Сельский Совет расположен на юге Логойского района. Расстояние до районного центра — Логойска — 15 километров.

## Состав
Острошицкий сельсовет включает 16 населённых пунктов:
- Бояры — деревня.
- Веснино — деревня.
- Зыково — деревня.
- Ковалевщина — деревня.
- Ковалевщина — посёлок.
- Кондратовичи — деревня.
- Крапужино — деревня.
- Лобунщина — деревня.
- Литвинково — деревня.
- Метличино — деревня.
- Мончаки — деревня.
- Мощенка — деревня.
- Острошицы — агрогородок.
- Панышевщина — деревня.
- Ребрище — деревня.
- Чуденичи — деревня.

## Производственная сфера
- СК «Острошицы» филиала ОАО «Минский КХП»
- СК «Трайпл-Агро»
- ООО «Флоктус»
- ЧУП «Райчонок»
- ИП Ровбуть И. И.
- ОАО «Чистый двор»
- ЧПУП «ЛОГРАН-СЕРВИС»
- ОАО «Нерудпром»

## Социально-культурная сфера
- Острошицкий Дом культуры и Чуденичский сельский клуб
- Острошицкий и Чуденичский ФАПы
- ГУО «Острошицкий учебно-педагогический комплекс детский сад-средняя общеобразовательная школа»
- ГУО «Чуденичский учебно-педагогический комплекс детский сад-начальная общеобразовательная школа»